# Concha de Plata alla migliore attrice
La Concha de Plata alla miglior attrice è il premio alla miglior attrice assegnato nel corso del Festival internazionale del cinema di San Sebastián. Non venne assegnato in tutte le edizioni.

## Albo d'oro

### Anni 1950
- 1953: Julia Martínez - Hay un camino a la derecha
- 1954: Marisa de Leza - La patrulla
- 1956: Luisa Della Noce - Il ferroviere
- 1957: Giulietta Masina - Le notti di Cabiria
- 1958: Jacqueline Sassard - Nata di marzo
- 1959: Audrey Hepburn - La storia di una monaca (The Nun's Story)

### Anni 1960
- 1960: Joanne Woodward - Pelle di serpente (The Fugitive Kind)
- 1961: Pina Pellicer - I due volti della vendetta (One-Eyed Jacks)
- 1962: Anne Bancroft - Anna dei miracoli (The Miracle Worker)
- 1963: Lee Remick - I giorni del vino e delle rose (Days of Wine and Roses)
- 1964: Ava Gardner - La notte dell'iguana (The Night of the Iguana)
- 1965: Lilli Palmer - Operazione Crossbow (Operation Crossbow)
- 1966: Evangelina Salazar - Del brazo y por la calle
- 1967: Serena Vergano - Una historia de amor
- 1968: Monica Vitti - La ragazza con la pistola
- 1969
  - Stefania Sandrelli - L'amante di Gramigna
  - Ludmila Tchoursina - Zhuravusha

### Anni 1970
- 1970: Stéphane Audran - Il tagliagole (Le boucher)
- 1971: Graciela Borges - Crónica de una señora
- 1972: Mia Farrow - Detective privato... anche troppo (Follow me!)
- 1973
  - Glenda Jackson - Un tocco di classe (A Touch of Class)
  - Françoise Fabian - Una donna e una canaglia (La bonne année)
- 1974: Sophia Loren - Il viaggio
- 1975: Gena Rowlands - Una moglie (A Woman Under the Influence)
- 1976: Helen Morse - Caddie
- 1977: Katherine Hunter - Der Mädchenkrieg
- 1978: Carol Burnett - Un matrimonio (A Wedding)
- 1979: Laura Betti - Il piccolo Archimede

### Anni 1980
- 1985: Mercedes Sampietro - Extramuros
- 1986: Ángela Molina - La metà del cielo (La mitad del cielo)
- 1987: Victoria Abril - El lute, o cammina o schiatta (El Lute: camina o revienta)
- 1988: Cipe Lincovsky e Liv Ullmann - La amiga
- 1989: Mirjana Jokovic - Fergus O'Connel - Dentista in Patagonia (Eversmile New Jersey)

### Anni 1990
- 1990: Margherita Buy - La settimana della Sfinge
- 1991: Deborra-Lee Furness, Noni Hazlehurst, Helen Jones e Fiona Press - Aspettare (Waiting)
- 1992: Krystyna Janda - Zwolnieni z zycia
- 1993: Niki Karimi - Sara
- 1994: Ning Jing - Paoda shuangdeng
- 1995: Victoria Abril - Nessuno parlerà di noi (Nadie hablará de nosotras cuando hayamos muerto)
- 1996: Norma Aleandro - Sol de otoño
- 1997: Julie Christie - Afterglow
- 1998: Jeanne Balibar - Fin août, début septembre
- 1999: Aitana Sánchez-Gijón - Volavérunt

### Anni 2000
- 2000: Carmen Maura - La comunidad - Intrigo all'ultimo piano (La comunidad)
- 2001: Pilar López de Ayala - Giovanna la pazza (Juana la loca)
- 2002: Mercedes Sampietro - Lugares comunes
- 2003: Laia Marull - Ti do i miei occhi (Te doy mis ojos)
- 2004: Connie Nielsen - Non desiderare la donna d'altri (Brødre)
- 2005: Ana Geislerová - Una cosa chiamata felicità (Štěstí)
- 2006: Nathalie Baye - Mon fils à moi
- 2007: Blanca Portillo - Siete mesas de billar francés
- 2008
  - Tsilla Chelton - Pandora's Box
  - Melissa Leo - Frozen River - Fiume di ghiaccio (Frozen River)
- 2009: Lola Dueñas - Yo, también

### Anni 2010
- 2010: Nora Navas - Pa negre
- 2011: María León - La voz dormida
- 2012
  - Katie Coseni - Foxfire - Ragazze cattive (Foxfire)
  - Macarena García - Blancanieves
- 2013: Marian Álvarez - La herida
- 2014: Paprika Steen - Stille hjerte
- 2015: Yordanka Ariosa - El rey de La Habana
- 2016: Fan Bingbing - I Am Not Madame Bovary
- 2017: Sofía Gala Castiglione - Alanis[1]
- 2018: Tuva Novotny e Pia Tjelta - Blindsone
- 2019 
  - Greta Fernández - La hija de un ladrón
  - Nina Hoss - Das Vorspiel

### Anni 2020
- 2020: Ia Sukhit'ashvili – Beginning (Dasats'q'isi)